# Кубок

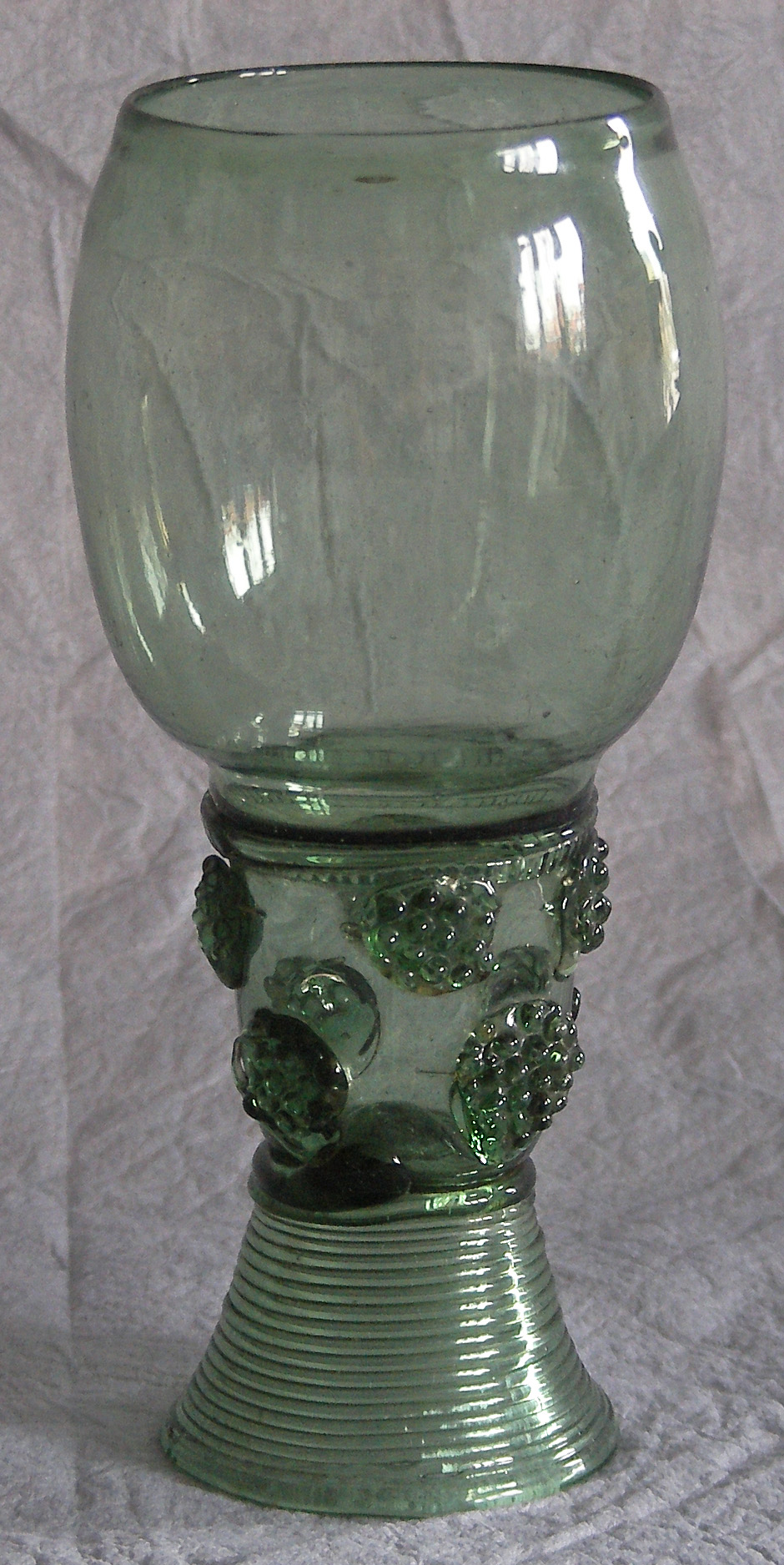
Кубок, Німеччина-Нідерланди, XVII століття.

Ку́бок (від прасл. *kubъ, звідки також «дзбан») або ча́ра (від прасл. *čara, що має питомо слов'янське чи тюркське походження) — старовинна посудина для пиття вина у вигляді великого келиха. Кубки були найбільш популярними в західній Німеччині та Нідерландах в період XV—XVII століть. Найчастіше кубки виготовлялися з металу, але нерідко зустрічалися роботи з кістки або скла. Ніжки кубків мали вигравірувані зображення, орнаменти або написи, інколи прикрашалися дорогоцінним камінням.